# Nina Foch
Nina Foch (Leiden, 20 april 1924 - 5 december 2008) geboortenaam Nina Consuelo Maud Fock, was een Amerikaans film- en theateractrice van Nederlandse oorsprong. Foch vestigde haar naam als actrice in de late jaren 1940, door het spelen van afstandelijke geraffineerde en berekenende vrouwenrollen. Later in haar loopbaan gaf ze ook toneelonderwijs. 
Haar filmcarrière duurde zes decennia; ze speelde in meer dan 50 speelfilms en had meer dan 100 optredens in televisieseries. Ze ontving tal van onderscheidingen en nominaties, waaronder een Academy Award nominatie voor beste bijrol en een National Board of Review Award voor beste bijrol. Ze heeft sterren op de Hollywood Walk of Fame. 

## Biografie
Foch werd geboren in Leiden, in 1924, haar moeder was de Amerikaanse showvrouw Consuelo Flowerton, haar vader was de Nederlandse componist en dirigent Dirk Fock. Ze emigreerde met haar moeder naar de Verenigde Staten toen ze nog een peuter was en groeide op in de stad New York. Ze kreeg piano- en schilderles. Ze werd aangenomen aan de befaamde American Academy of Dramatic Arts en volgde daar toneellessen.
Op haar negentiende  tekende Foch een contract met Columbia Pictures. Ze werd een vaste actrice in deze studio voor horrorfilms en film noirs, met hoofdrollen in films als The Return of the Vampire (1943), Escape in the Fog en My Name Is Julia Ross (1945). Ze begon tegelijkertijd aan een toneelcarrière en maakte haar Broadway-debuut in de rol van Mary in John Loves Mary (1947). Daarna speelde ze in verschillende Broadway-producties van stukken van William Shakespeare, waaronder Twelfth Night (1949), King Lear (1950) en Measure for Measure (1955).
Foch kreeg veel aandacht voor haar rol als Milo Roberts in de MGM musicalfilm An American in Paris (1951) van Vincente Minelli, echtgenoot van Judy Garland. Haar vertolking van Erica Martin in het drama Executive Suite (1954) van Robert Wise leverde haar de Academy Award-nominatie voor beste bijrol op. Ook had ze rollen in Cecil B. DeMille's The Ten Commandments (1956) en Stanley Kubrick's Spartacus (1960). In 1967 maakte ze haar regiedebuut in het theater met een Broadway-productie van Ways and Means, een komedie van Noël Coward. 
Foch werkte vanaf de 50er jaren ook uitgebreid in de televisiewereld met opmerkelijke rollen, waaronder het slachtoffer in de eerste van Peter Falk's Columbo films in 1968, evenals rollen als gastster in The Wild Wild West (1969), the FBI (1970) en Hawaii Five-O (1973). In 1980 werd ze genomineerd voor een Primetime Emmy Award voor Outstanding Supporting Actress voor haar gastrol in een aflevering van Lou Grant.
Begin jaren zestig begon Foch een  carrière in het toneelonderwijs, waarbij ze gelijktijdig cursussen gaf in drama en filmregie aan het American Film Institute en aan de School of Cinematic Arts van de Universiteit van Zuid-Californië, waar ze meer dan 40 jaar faculteitslid was. Onder haar studenten bevonden zich de regisseurs Randal Kleiser, Edward Zwick en Amy Heckerling, en filmactrice Julie Andrews. Foch bleef lesgeven tot het einde van haar leven. Ze overleed in december 2008 aan myelodysplasie.